# Valparaíso (provins)
Provincia de Valparaíso är en av provinserna i Valparaíso-regionen och har en area på 2 780 km² och 876 022 invånare.

## Kommuner
Valparaíso-provinsen består av 7 kommuner:
- Valparaíso
- Viña del Mar
- Concón
- Quintero;
- Puchuncavi
- Casablanca
- Juan Fernández

Quilpué och Villa Alemana överfördes till den nyupprättade provinsen Marga Marga 2010.